# Batakomacrus crassicaudatus
Batakomacrus crassicaudatus är en stekelart som beskrevs av Kolarov 1986. Batakomacrus crassicaudatus ingår i släktet Batakomacrus och familjen brokparasitsteklar. Inga underarter finns listade.